# Жёлто-зелёные водоросли
Жёлто-зелёные водоросли, в литературе встречается также вариант Жёлтозелёные водоросли (лат. Xanthophyceae, или Xanthophyta), или Разножгутиковые водоросли (лат. Heterocontae), или Трибофициевые (лат. Tribophyceae) — класс водорослей, хлоропласты которых окрашены в жёлто-зелёный или жёлтый цвет. Представители — одноклеточные, колониальные и многоклеточные, преимущественно пресноводные организмы. Аналогично золотистым водорослям, в основу деления жёлто-зелёных на классы положено разнообразие морфологической организации таллома.

## Характерные особенности
- в клетке имеется одно небольшое ядро (однако есть и многоядерные виды); несколько диско- корыто-, ленто-, чашевидных, пластинчатых или звёздчатых хлоропластов, как правило, жёлто-зелёного цвета
- пигменты — хлорофиллы a и c; α- и β-каротины (преобладают, что обусловливает специфическую окраску); ксантофиллы: лютеин, виолаксантин, неоксантин
- запасные питательные вещества — масла, у некоторых — волютин, хризоламинарин и лейкозин
- у монадных форм и зооспор имеется два неравных жгутика, различающихся не только по длине, но и морфологически: на главном жгутике расположены перистые мерцательные волоски, боковой жгутик — бичевидный
- у подвижных форм на конце одного из хлоропластов обычно расположен ярко-красный глазок
- у небольшого числа видов имеются одна или две сократительные вакуоли
- вегетативное размножение — простым делением, либо распадом колонии или многоклеточного таллома
- бесполое размножение — двужгутиковыми зооспорами или автоспорами, реже — амёбоидами
- половой процесс известен у немногих видов, в основном в виде изо- и оогамии.

## Экология
Жёлто-зелёные водоросли — преимущественно обитатели чистых пресных водоёмов умеренных широт, обычны также в почве, реже встречаются в морях и солёных озёрах. Часто обитают в скоплениях нитчатых водорослей и водных высших растений по берегам рек, прудов, озёр и водохранилищ. В водной среде входят в состав планктона, реже — перифитона и бентоса.

## Роль в природе и жизни человека
- продуценты органического вещества
- образование илов и сапропелей
- индикаторы степени загрязнения воды
- в почвах участвуют в процессах накопления органических веществ и способствуют повышению плодородия почв